# Püha Tõnu kiusamine
Püha Tõnu kiusamine è un film del 2009 diretto da Veiko Õunpuu.